# Masters de Indian Wells 2002

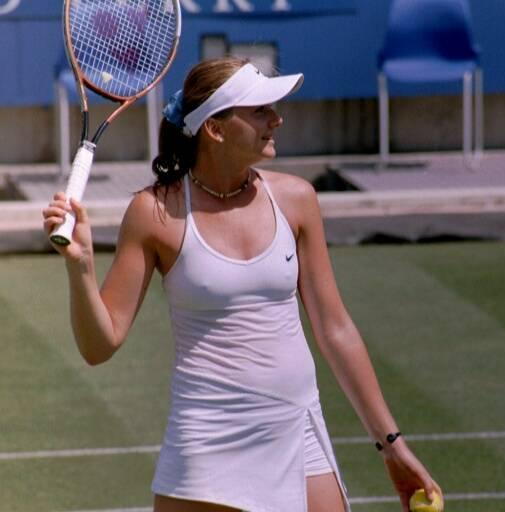
Indiana Wells 2002.

El 2002 Pacific Life Open fue la 26.ª edición del Masters de Indian Wells, un torneo del circuito ATP y WTA Tour. Se llevó a cabo en las canchas duras de Indian Wells, en California (Estados Unidos), entre el 6 y el 17 de marzo de ese año.

## Ganadores

### Individual masculino
Lleyton Hewitt venció a  Tim Henman, 6–1, 6–2

### Individual femenino
Daniela Hantuchová venció a  Martina Hingis, 6–3, 6–4

### Dobles masculino
Mark Knowles /  Daniel Nestor vencieron a  Roger Federer /  Max Mirnyi, 6–4, 6–4

### Dobles femenino
Lisa Raymond /  Rennae Stubbs vencieron a  Elena Dementieva /  Janette Husárová, 7–5, 6–0